# Night Is Short, Walk On Girl
Night Is Short, Walk On Girl (夜は短し歩けよ乙女, Yoru wa Mijikashi Aruke yo Otome) est un film japonais d'animation réalisé par Masaaki Yuasa en 2017 au sein du studio Science SARU.
Il s'agit de l'adaptation du roman du même nom écrit par Tomihiko Morimi, également auteur de The Tatami Galaxy, adapté en série d'animation par la même équipe que Night Is Short, Walk On Girl.

## Synopsis
L'histoire tourne autour de deux étudiants, "la fille aux cheveux noir" et le "Senpai" qui cherche à lui déclarer sa flamme, sans cesse détourné et contrecarré par différents protagonistes et autres péripéties burlesques à travers la nuit dans les rues de Kyoto.

## Fiche technique
- Réalisation : Masaaki Yuasa
- Scénario : Makoto Ueda (ja)
- Musique : Michiru Ōshima
- Character designer : Yusuke Nakamura[1]
- Studio d'animation : Science SARU
- Pays d'origine : Japon
- Genre : animation
- Durée : 93 minutes[2]
- Date de sortie :
  - Japon : 7 février 2017

## Doublage
- Gen Hoshino : Senpai
- Kana Hanazawa : La fille aux cheveux noirs
- Hiroshi Kamiya : The School Festival Executive Head
- Ryuji Akiyama : The Underpants Leader
- Kazuya Nakai : Seitarō Higuchi
- Yūko Kaida : Hanuki-san
- Hiroyuki Yoshino : Le dieu du marché aux vieux livres
- Seiko Niizuma : Kiko-san
- Junichi Suwabe : Nise-Jōgasaki
- Aoi Yūki : Princesse Daruma
- Nobuyuki Hiyama : Johnny
- Kazuhiro Yamaji : Tōdō-san
- Mugihito : Ri Haku

## Production
L'équipe du film est la même que celle de la série d'animation The Tatami Galaxy, également adaptée d'un roman de Tomihiko Morimi.
La chanson thème, Kōya o Aruke (荒野を歩け), est interprétée par Asian Kung-Fu Generation.